# Eli Whitney
Pour l’article homonyme, voir Whitney.
Eli Whitney (8 décembre 1765 – 8 janvier 1825) est un mécanicien et industriel américain, inventeur de diverses machines. Il pressent dès 1798 la tendance croissante à la production en série et est l'un des précurseurs de l'organisation rationnelle du travail.

## La machine à égrener le coton
En 1793, Whitney invente le cotton gin, une égreneuse pour séparer la graine du coton de sa fibre, pour laquelle il reçoit un brevet daté du 14 mars 1794. Cette machine permet de faciliter une étape de production exigeant alors beaucoup de main-d’œuvre. En effet, jusqu’à cette date, l’égrenage n’était pas mécanisé et cette opération, réalisée manuellement par les esclaves américains, constituait un frein à la rentabilité de la culture du coton.
Le mécanicien John Barclay revient en 1795 de Caroline du Sud et ramène l'égreneuse à coton d'Eli Whitney, dont il construit une copie pirate et dont une version est utilisée sur la plantation de Selsertown dès 1796, contribuant à un énorme progrès dans l'histoire de la culture du coton. Le négociant Daniel Clark en fait la promotion auprès des planteurs de coton du Natchez District, dont la production quadruple en deux ans.
L’invention de Whitney provoqua une explosion de la culture du coton, en particulier des variétés à fibre courte, plus faciles à cultiver. Le coton gagna en quelques années les terres vierges du Sud profond et devint la principale culture d’exportation des États-Unis. Cette expansion de la culture du coton provoqua un accroissement du besoin en main-d’œuvre qui redonna un second souffle à la demande d'esclaves et fit de l'esclavage un élément primordial du mode de production des États du Sud. Pour John Bigelow, le consul des États-Unis à Paris en 1863, « l’invention de la machine à nettoyer le coton, vers la fin du dix-huitième siècle, donna au travail servile une valeur et une importance inconnues jusque-là, et modifia peu à peu dans les États cotonniers l’opinion publique, qui précédemment étaient loin d’être opposée à l’émancipation progressive ».
Malgré son succès, Whitney tira relativement peu de profit de son invention. Les nombreuses contrefaçons ainsi que le refus des planteurs du Sud de payer les droits du brevet entraînèrent  la fermeture de l’entreprise Whitney en 1797. En 1807, le Congrès refusa de renouveler le brevet ; Whitney ne breveta plus aucune de ses inventions.

## De la fabrication de mousquets à la production en série

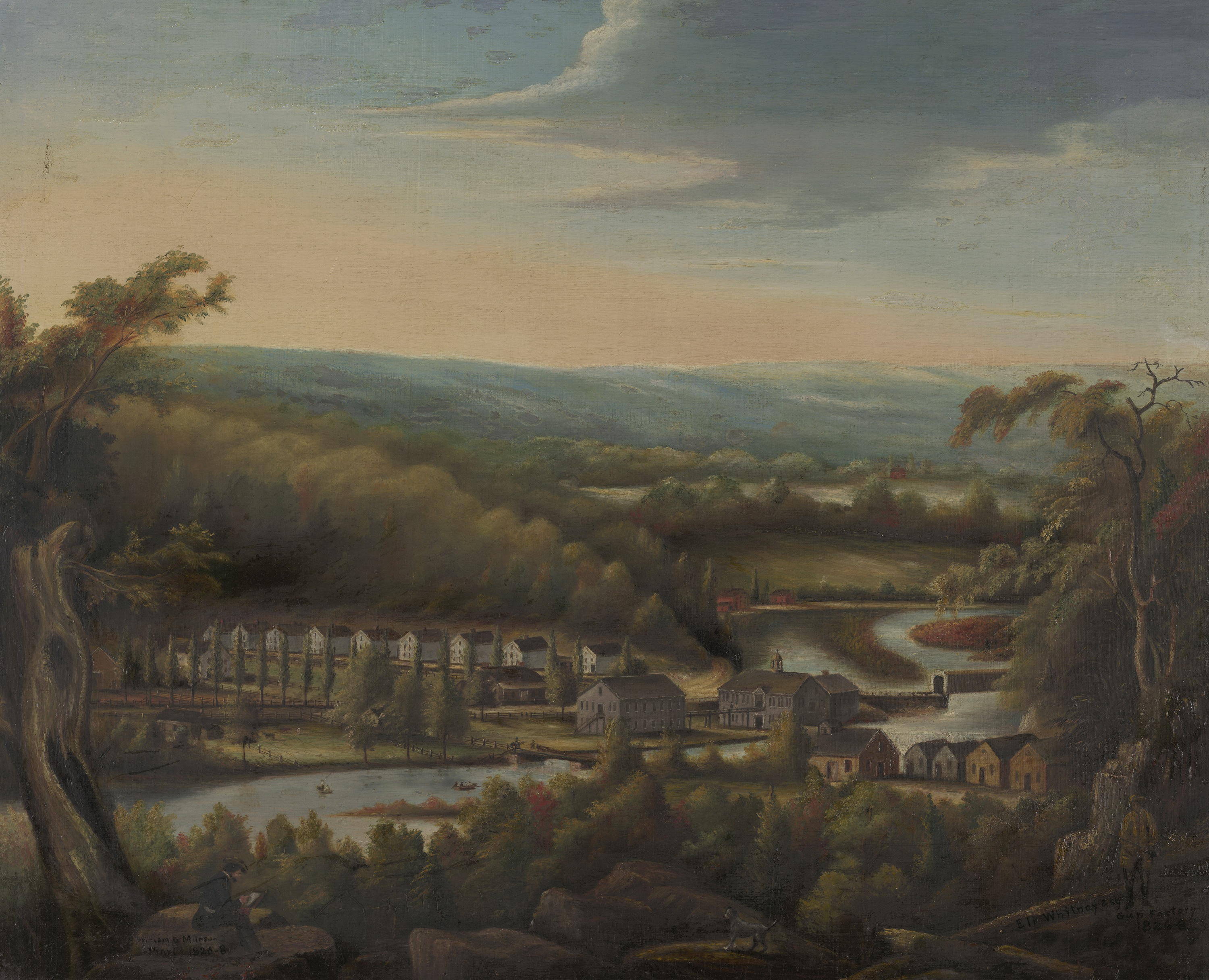
La manufacture de fusils de Whitney en 1827.

Ayant reçu la commande de plusieurs dizaines de milliers de mousquets, Eli Whitney étudia le problème de la fabrication en série et construisit pour le résoudre la première machine à fraiser en 1818 selon certains historiens des sciences. Dans cette recherche, il fut mis sur la voie par Thomas Jefferson, alors ambassadeur en France, après une visite de l’atelier de l’armurier Honoré Blanc à Vincennes : 
« Une amélioration est faite ici dans la production de fusils qui est de nature à intéresser le Congrès : elle consiste à faire que chaque pièce en soit si exactement semblable que toute pièce de l’un puisse être utilisée dans tout autre. »
Eli Whitney est un pionnier pour la production de masse, que ce soit pour l’industrie dans le Nord des États-Unis ou pour le Sud auquel il a permis de garder sa position dominante dans la culture du coton. En 1847, l'entreprise était choisie par Samuel Colt pour fabriquer 1 100 exemplaires de son Colt Walker, l'arme qui faisait la carrière de Colt.
Après sa mort, l'entreprise fut reprise par son neveu Ely Blake Whitney et plus tard par son petit-fils, Eli Whitney IV (1847-1924), et vendue en 1888 à la Winchester Repeating Arms Company, New Haven (Massachusetts et Connecticut).